# 장원한 정려각
장원한 정려각(張遠翰 旌閭閣)은 대한민국 경기도 가평군 가평읍 금대리에 있는 정려각이다. 1986년 6월 19일 가평군의 향토문화재 제9호로 지정되었다.

## 개요
장원한 정려각은 1942년 청평발전소 설치로 인하여 멸실되었다가 1997년도에 상기 소재지에다 복원하여 4각의 기둥에다 기와지붕을 하고 있으며 그 안에 정문명 판각(孝子嘉善 大夫同知 中樞府事 張遠翰之門 哲宗癸亥 五月 日命旌〈효자가선 대부동지 중추부사 장원한지문 철종계해 오월 일명정〉) 이 있다. 장원한이 열두살 때 아버지 병환이 위독하여 대신 죽기를 기원, 밤낮으로 통곡하고 변을 맛보아 달고 씀에 따라 병세의 경중을 징험(徵驗)하였다. 상을 당해서는 3년간 상복을 벗지 않고 3년간 묘소 옆에 움막을 짓고 매일같이 호읍(號泣)하였다. 그 후 장씨 가문에는 여덟 효자가 태어났다.

## 참고 문헌
- 장원한정려각 - 가평군 문화관광 - 향토유적